# 亞歷山德里夫卡 (科羅斯堅區)
50°44′59″N 28°16′42″E / 50.74972°N 28.27833°E
亞歷山德里夫卡（烏克蘭語：Олександрівка），是烏克蘭的村落，位於該國北部日托米爾州，由科羅斯堅區負責管轄，始建於1930年，面積0.22平方公里，海拔高度220米，2001年人口9，人口密度每平方公里40.91人。